# ناتاشا ریبانشکا
ناتاشا ریبانشکا (مجاری: Rybanska Natasa؛ زادهٔ ۱۰ آوریل ۲۰۰۰) بازیکن واترپلو زن اهل مجارستان است.